# Bartholomaeus Keckermann

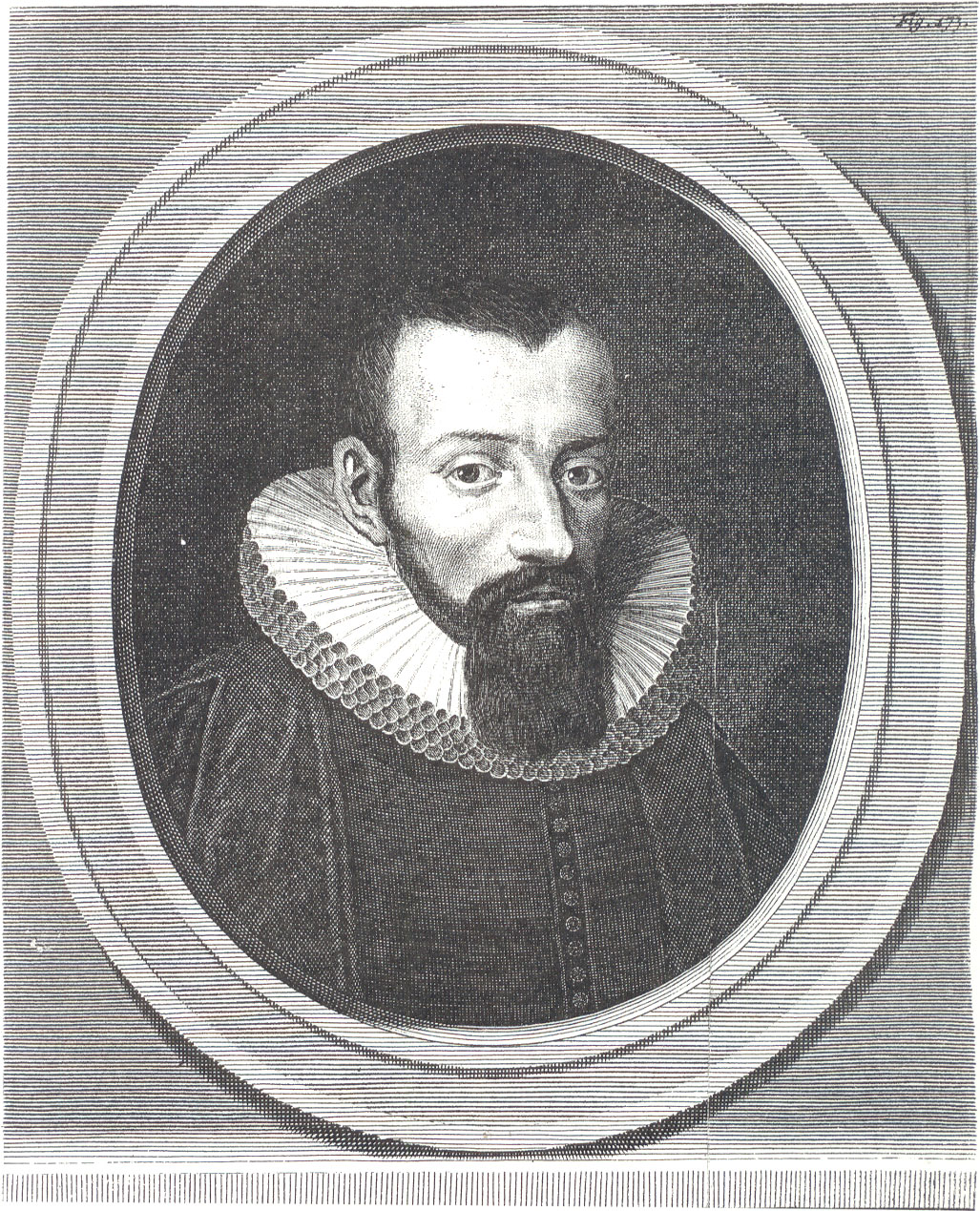

Bartholomaeus Keckermann (Dantzig, 1572-Dantzig, 25 de julio de 1609) fue un escritor alemán, teólogo protestante, filósofo, jurista y hebraísta. Famoso por su Método analítico y por sus escritos sobre retórica, ha sido comparado con Gérard Vossius.

## Biografía
Keckermann fue alumno de David Fabricius y estudió en las universidades de Wittenberg (desde mayo de 1590), de Leipzig (desde el semestre de verano de 1592) y de Heidelberg (desde el 22 de octubre de 1592 hasta que se graduó el 17 de febrero de 1595); de la que una vez graduado fue también profesor. En 1601 retornó a Dantzig, donde fue nombrado rector del Gymnasium en 1602, cargo que ejerció hasta su muerte, en 1608.

## Obras y pensamiento
Sus numerosas obras aparecieron durante sus últimos años de vida, a partir de 1600, o fueron publicadas póstumamente. Muchas obras tuvieron segundas ediciones durante el siglo XVII. Keckermann quiso hacer una simbiosis de filosofía y teología, con un carácter ya enciclopédico. Tuvo gran influencia en el norte de Europa y en el Reino Unido. Como teólogo, suele caracterizárselo de calvinista

## Ediciones[2]
- 1600: Systema logicae, tribus libris adornatum, pleniore praeceptorum methodo, et commentariis scriptis ad praeceptorum illustrationem. Hanoviae, Antonius, 6.ª ed. 1613.
- ca. 1600: Systema grammaticae Hebraeae, sive, sanctae linguae exactior methodus. Hanoviae, Antonius.
- 1602: Systema S. S. Theologiæ, Tribvs Libris adornatum. Methodum ac Dispositione[m] operis Tabvla præfixa adumbrat. Cum indice rerum & verborum locupletissimo. Hanoviæ, Apud Guilielmum Antonium
- 1606: Systema logicae minus succincto praeceptorum compendio tribus libris adornatum ... ut sevire possio gymnasio Dantisco. Hanoviae.
- 1607: Systema Ethicæ. Tribus libris adornatum [et] publicis prælectionibus traditum in Gymnasio Dantiscano. Londini, Ex Officina Nortoniana; también Hanoviae, 2.ª ed. 1607.
- 1607: Systema disciplinae politicae, publicis praelectionibus anno 1606 propositum in gymnasio Dantiscano, a. Seorsim accessit Synopsis disciplinae oeconomicae, eodem auctaure. Hanoviae.
- 1608: Systematis selectorum ius Iustinianeum et feudale concernentium volumen alterum continens quatuor illius partes posteriores. Francofurti ad Moenum, Sauer, Johann Fischer, Peter Erben.
- 1608: Systema rhetorica, in quo artis praecepta plene et methodica traduntur a 1606 privatim propositum in Gymnasio Dantiocano. Hanoviae.
- 1612: Praecognito philosophiae.
- 1614: Opera omnia.